# Fruängen

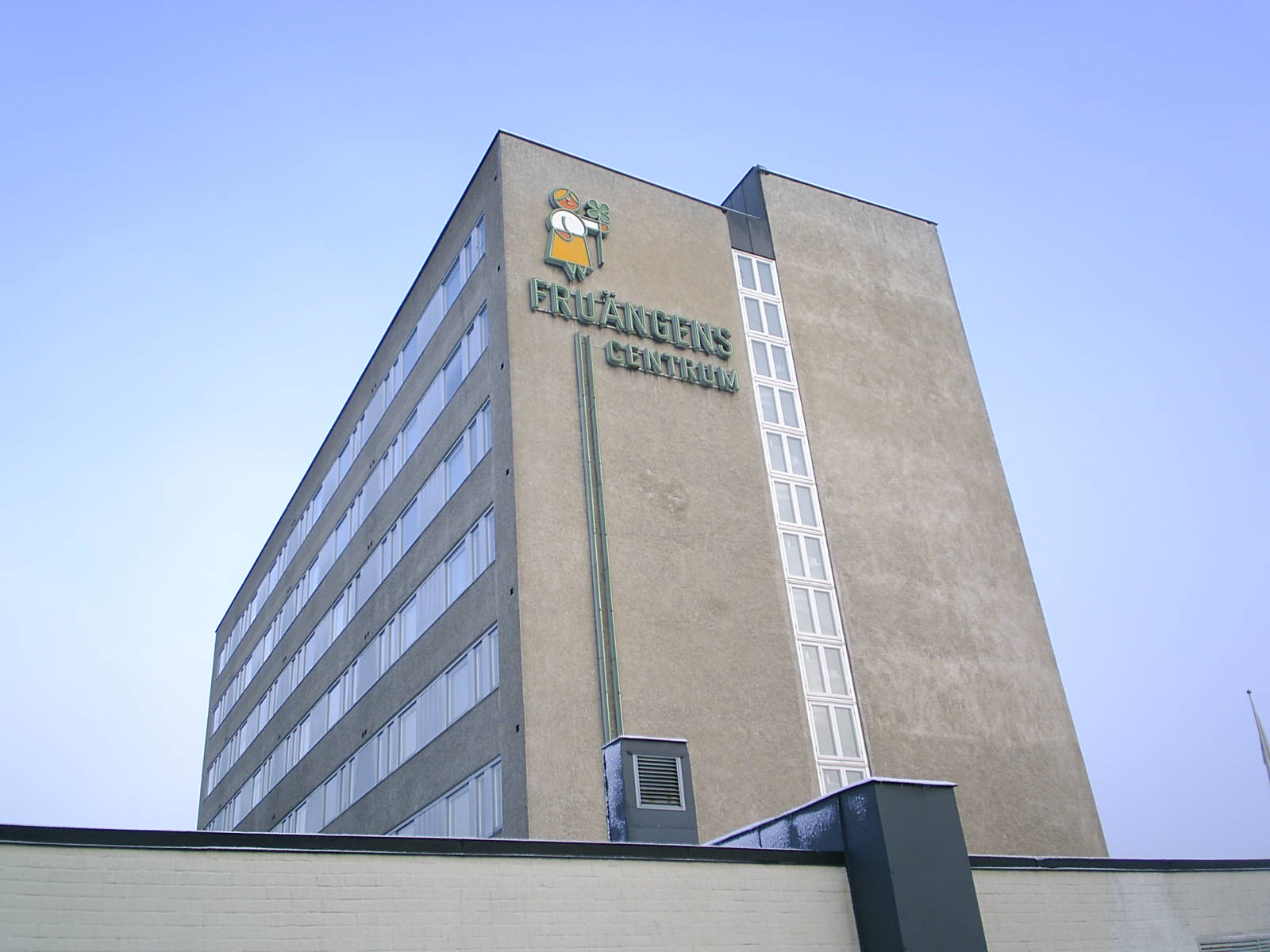
Fruängen.

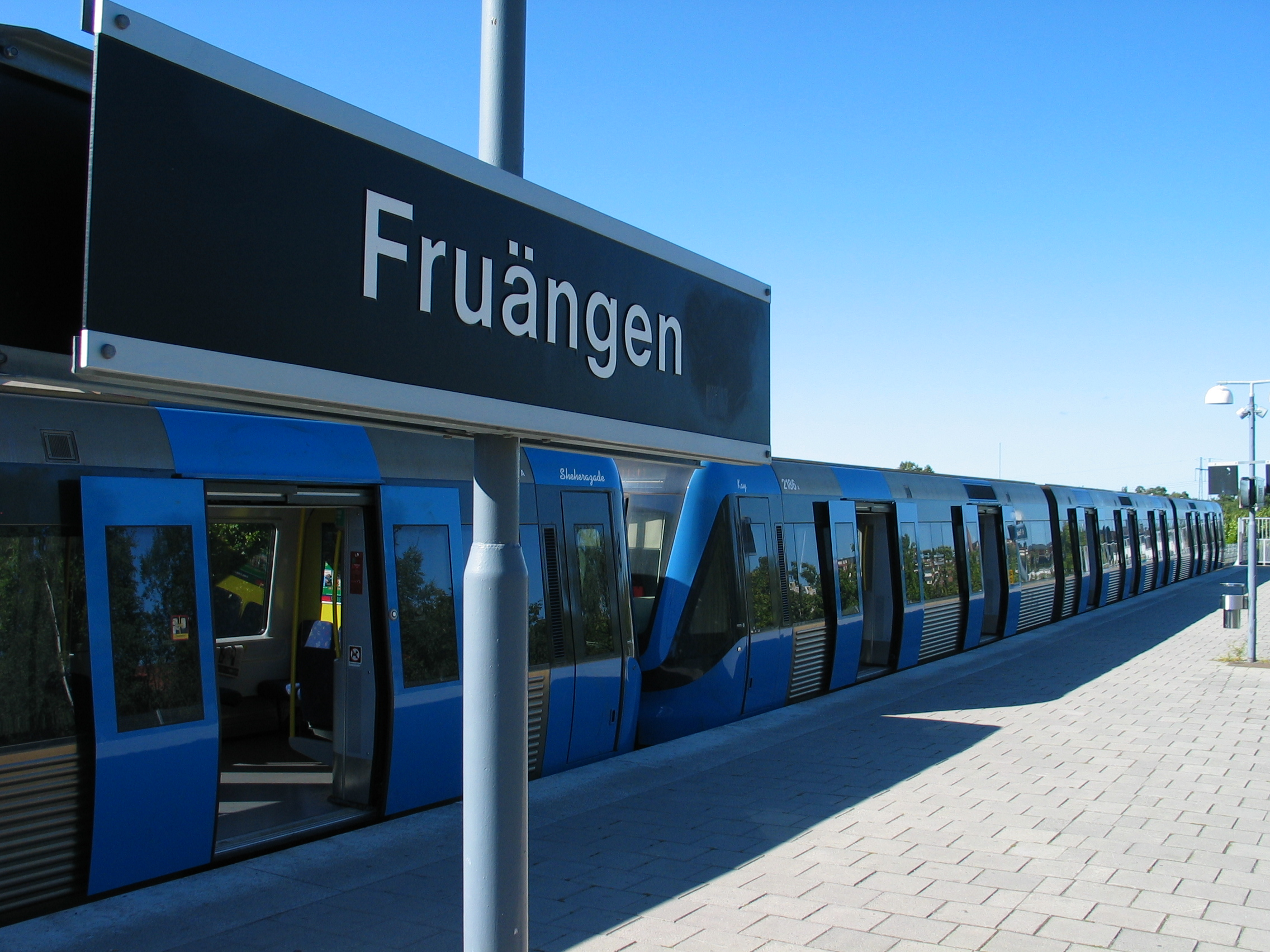
Estação de Fruängen.

Fruängen é um bairro da cidade de Estocolmo, situado na zona de Söderort e integrado na comuna de Estocolmo. Integra a freguesia de Hägersten-Liljeholmen.
Faz fronteira com os bairros de Långbro, Herrängen, Västertorp e Solberga, assim como com a comuna de Huddinge.

## História
O nome Fruängen deriva de uma antiga casa de campo (do tipo conhecido por torp, em Sueco), que existia na quinta de Västberga gård, situada em Gamla Södertäljevägen, no actual quarteirão de Fruängsgården. O terreno correspondente ao bairro foi adquirido pela administração de Estocolmo em 1935. A casa que lhe deu nome foi demolida na altura em que o bairro moderno foi construído, no início dos anos 50.
Em Fruängen, encontra-se um dos maiores centros comerciais de Estocolmo. O centro do bairro foi construído em 1961.
Todas as suas ruas têm nomes de mulheres suecas conhecidas, como por exemplo Elsa Beskow, Fredrika Bremer e Lina Sandell.

## Estação do metropolitano

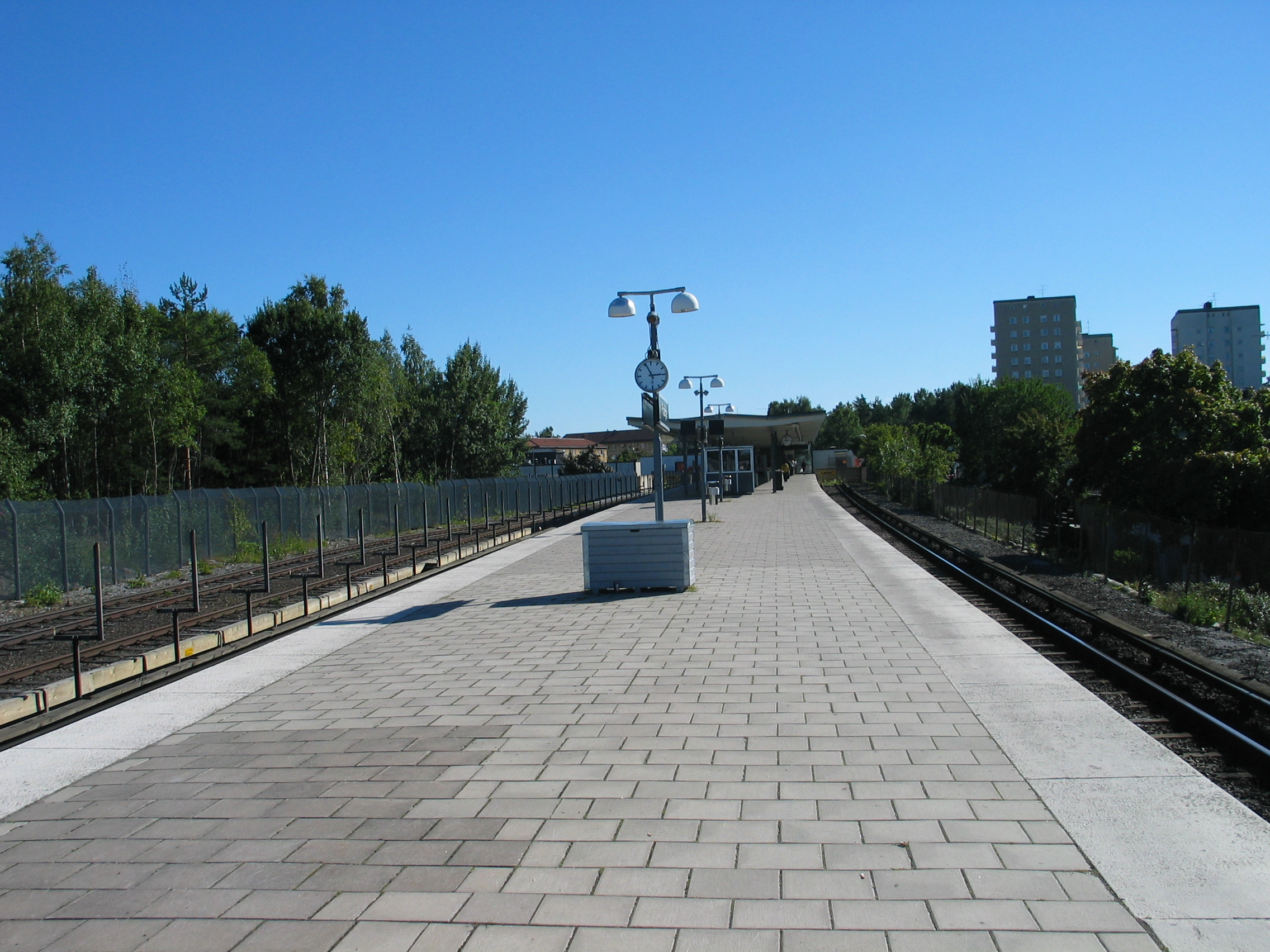
Plataforma da estação de Fruängen.

Fruängen alberga uma estação do Metropolitano de Estocolmo com o seu nome, pertencente à linha vermelha. A estação mais próxima desta é a de Västertorp. Fruängen constitui a estação terminal da linha 14.
Situa-se a cerca de 8,1 km da estação de Slussen, tendo sido inaugurada em 5 de abril de 1964, com a presença do rei Gustavo VI Adolfo da Suécia, em simultâneo com a inauguração da linha então chamada t-bana 2, que mais tarde viria a ser designada por linha vermelha.
É constituída por uma plataforma exterior, com entrada a partir do centro de Fruängen, de Fruängsgången e também da praça Fruängstorget. Situa-se a 46,8 metros acima das águas do mar, sendo a estação mais alta de toda a rede do metropolitano local.
No Verão de 2006, a linha entre Fruängen e Liljeholmen foi renovada.